# 14068 Hauserová
(14068) Hauserová, denumire internațională (14068) Hauserova, este un asteroid din centura principală de asteroizi.

## Descriere
14068 Hauserová este un asteroid din centura principală de asteroizi. A fost descoperit pe 21 aprilie 1996 la Observatorul Kleť de Jana Tichá și Miloš Tichý. Asteroidul prezintă o orbită caracterizată de o semiaxă mare de 2,62 ua, o excentricitate de 0,12 și o înclinație de 11,1° în raport cu ecliptica.